# Montcheutin
 Montcheutin  es una población y comuna francesa, en la región de Champaña-Ardenas, departamento de Ardenas, en el distrito de Vouziers y cantón de Monthois.

## Demografía
| 175                       | 180 | 214 | 211 | 261 | 269 | 288 | 303 | 308 | lac. | lac. | 308 | 311 | 287 | 276 | 266 | 284 | 263 | 253 | 253 | 219 | 203 | 203 | 192 | 189 | 211 | 193 | 196 | 166 | 159 | 136 | 113 | 118 | 140 |
| (Fuente: Cassini e INSEE) |     |     |     |     |     |     |     |     |      |      |     |     |     |     |     |     |     |     |     |     |     |     |     |     |     |     |     |     |     |     |     |     |     |